# Фридрих фон Баден-Дурлах
Фридрих фон Баден-Дурлах (на немски: Friedrich von Baden-Durlach; * 7 октомври 1703, † 26 март 1732) е наследствен принц на Маркграфство Баден-Дурлах.

## Живот
Произлиза от протестантската „Ернестинска линия“ на фамилията Дом Баден, които произлизат от род Церинги. Той е вторият син на маркграф Карл III Вилхелм фон Баден-Дурлах (1679 – 1738) и на Магдалена Вилхелмина фон Вюртемберг (1677 – 1742), дъщеря на херцог Вилхелм Лудвиг фон Вюртемберг и на Магдалена Сибила фон Хесен-Дармщат. След ранната смърт на по-големия му брат Карл Магнус (1701 – 1712) той става наследствен принц.
През 1728 г. Фридрих е швабски генералвахтмайстер. Той замества баща си, но умира през 1732 г. вероятно от туберкулоза.

## Фамилия
Фридрих се жени на 3 юли 1727 г. за Амалия фон Насау-Диц (* 13 октомври 1710; † 17 ноември 1777), дъщеря на принц Йохан Вилхелм Фризо фон Насау-Диц и Мария Луиза фон Хесен-Касел. Те имат децата:
- Карл Фридрих (1728 – 1811), маркграф и първият велик херцог на Велико херцогство Баден, жени се

1. на 28 януари 1751 г. за Каролина Луиза фон Хесен-Дармщат (1723 – 1783),
2. на 24 ноември 1787 г. за графиня Луиза Каролина фон Хохберг

- Вилхелм Лудвиг (1732 – 1788), 1753 щатхалтер на нидерландската провинция Гелдерланд, жени се на 13 април 1788 за Кристина Вилхелмина Франциска Шортман.